# Mesoleius cressoni
Mesoleius cressoni là một loài tò vò trong họ Ichneumonidae.